# Кароліна (станція)
Кароліна — проміжна залізнична станція 5-го класу Жмеринської дирекції Південно-Західної залізниці на лінії Вінниця — Зятківці між станціями Немирів (10 км) та Самчинці (13 км). Розташована за 0,5 км від селища Кароліна Вінницького району Вінницької області. 

## Населені пункти
- Зеленянка
- Бугаків (1,5 км)
- Городниця (2 км)
- Зарудинці (2 км)
- Чуків (4 км).

## Історія
Станція відкрита 1900 року під час будівництва залізничної лінії Вінниця — Зятківці.

## Пасажирське сполучення
Пасажирський рух з 2013 по 2015 роки був припинений.
Завдяки ремонтам колії, що тривали впродовж 2017 року, приміський поїзд Гайворон — Вінниця вдалось суттєво прискорити.
З 5 жовтня 2021 року через станцію курсує група вагонів безпересадкового сполучення Київ — Гайворон в складі поїзда Вінниця — Гайворон.